# 傅榆
傅榆（1982年9月20日—），臺灣紀錄片導演，曾獲第20屆台北電影獎最佳紀錄片、第55屆金馬獎最佳紀錄片等獎項。紀錄片主題時常關注年輕世代與台灣政治經濟相關議題。其代表作品為《我們的青春，在台灣》。

## 生平概略
傅榆之父為馬來西亞華人，來台求學、定居，即所謂「僑生」；母為印尼華人，9歲已隨家人移民台灣，父母婚後都定居台灣，並生下傅榆。父母認同中華民國與中國國民黨，雖非嚴格定義上的「外省人」，但自我認同極其相似；傅榆亦曾自謂長於外省家庭中，家人崇拜宋楚瑜，卻又不是真正的外省人，與「真正的台灣歷史」脫節。
傅榆隨著家庭社會化，不會講台語的她小時候曾受同學排擠。傅榆先後畢業於國立政治大學廣電系、國立臺南藝術大學音像紀錄研究所碩士。傅榆以拍攝紀錄片為志業，曾拍攝短片《不曾消失的台灣省》（收錄在國家電影中心所企劃製作的《時光台灣》當中）、參與拍攝太陽花學運紀錄片《太陽，不遠》、記述中國大陆學生參與台灣社會運動的《我在台灣，我正青春》、探索青年價值認同的《藍綠對話實驗室》。
2018年，傅榆以拍攝社會運動與學生運動要角陳為廷與中國大陆學生蔡博藝的《我們的青春，在台灣》一片，榮獲台北電影節最佳紀錄片、第55屆金馬獎最佳紀錄片，並入圍第55屆金馬獎最佳剪輯。紀錄片主題曲〈我們深愛的青春〉則由其丈夫楊彞安作詞、作曲、演唱。

## 争议
金馬獎事件

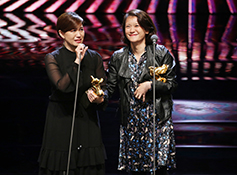
2018年導演傅榆（左）在金馬獎頒獎典禮的得獎照。

2018年11月17日，《我們的青春，在台灣》獲得第55屆金馬獎最佳紀錄片獎，傅榆上台發表獲獎感言時說：「希望有一天我們的國家可以被當成一個真正獨立的個體來看待，這是我身為臺灣人最大的願望。」此番言論被指倾向台灣独立而引發争议，其后各界對此表示支持或批评。
2019年，中國国家电影局暂停中國大陆影片和人员参加第56屆金馬獎，香港多位導演及演員也宣布不參加该屆金馬獎。

## 作品
- 2006年 《蘇格拉底草莓論》
- 2008年 《大家一起照鏡子》
- 2010年 《百萬格子小富翁》
- 2011年  《123。草莓人》
- 2012年 《藍綠對話實驗室》
- 2013年 《我在台灣，我正青春》
- 2014年 《太陽・不遠－不小心變成總指揮》
- 2015年 《完美墜地》
- 2018年 《我們的青春，在台灣》 [1]
- 2018年 《不曾消失的台灣省》

## 獎項
| 年份 | 頒獎典禮         | 獎項                 | 受奖者                      | 結果 |
| ---- | ---------------- | -------------------- | --------------------------- | ---- |
| 2013 | FIRST青年電影展  | 最佳紀錄片           | 《藍綠對話實驗室》          | 獲獎 |
| 2013 | 新北市紀錄片獎   | 首獎                 | 《我在台灣，我正青春》      | 獲獎 |
| 2016 | 新北市紀錄片獎   | 優選                 | 《完美墜地》                | 獲獎 |
| 2016 | 香港華語紀錄片節 | 短片組首獎           | 《完美墜地》                | 獲獎 |
| 2018 | 2018年台北電影節 | 台北電影獎最佳紀錄片 | 《我們的青春，在台灣》      | 獲獎 |
| 2018 | 第55屆金馬獎     | 最佳剪輯             | 傅榆 《我們的青春，在台灣》 | 入圍 |
| 2018 | 第55屆金馬獎     | 最佳紀錄片           | 《我們的青春，在台灣》      | 獲獎 |

## 外部連結
- 傅榆的Facebook專頁